# 山友
山友（發音：[sáɴ jṵ]；1918年3月3日—1996年1月30日），緬甸政治人物、軍人。

## 生平
山友出生在英属印度時的缅甸。山有是缅甸华人。他曾在仰光大學醫學院學習兩年。1942年在家鄉加入緬甸獨立軍，成為一名軍官。1972年至1974年，擔任緬甸國防軍總司令。1981年至1988年，擔任緬甸聯邦總統。